# Xiphidiopsis sulcata
Xiphidiopsis sulcata är en insektsart som beskrevs av Wei Ying Hsia och Xiangwei Liu 1990. Xiphidiopsis sulcata ingår i släktet Xiphidiopsis och familjen vårtbitare. Inga underarter finns listade i Catalogue of Life.